# Longinus da Cunha
Longinus da Cunha, né le 30 juillet 1945 dans la province des Petites îles de la Sonde orientales, est un évêque indonésien, archevêque d'Ende en Indonésie de 1996 jusqu'à son décès en 2006.

## Biographie
Longinus da Cunha est ordonné prêtre pour d'Ende le 11 mai 1980. 
Le 23 février 1996, Jean-Paul II le nomme évêque d'Ende. Il reçoit l'ordination épiscopale des mains de son prédécesseur Donatus Djagom